# تايلر فريمان
تايلر فريمان (بالإنجليزية: Tyler Freeman)‏ هو لاعب كرة قدم أمريكي، ولد في 9 يناير 2003 في أوفرلاند بارك في الولايات المتحدة. لعب مع سبورتينغ كانساس سيتي.

## وصلات خارجية
- تايلر فريمان على موقع الدوري الأمريكي (الإنجليزية)
- تايلر فريمان على موقع قاعدة بيانات كرة القدم.إي يو (الإنجليزية)
- تايلر فريمان على موقع Soccerway.com (الإنجليزية)
- تايلر فريمان على موقع عالم كرة القدم.نت (الإنجليزية)